# Homichloda
Homichloda is een geslacht van kevers uit de familie bladkevers (Chrysomelidae).
De wetenschappelijke naam van het geslacht werd in 1902 gepubliceerd door Julius Weise.

## Soorten
- Homichloda fulva Cox, 1997